# Bothriophryne
Bothriophryne är ett släkte av steklar. Bothriophryne ingår i familjen sköldlussteklar.
Kladogram enligt Catalogue of Life:
| Bothriophryne | \| \| Bothriophryne acaciae \| \| \| \| \| \| Bothriophryne ceroplastae \| \| \| \| \| \| Bothriophryne dispar \| \| \| \| \| \| Bothriophryne fuscicornis \| \| \| \| \| \| Bothriophryne pulvinariae \| \| \| \| \| \| Bothriophryne purpurascens \| \| \| \| \| \| Bothriophryne tenuicornis \| \| \| \| \| \| Bothriophryne velata \| \| \| \| |
|               | \| \| Bothriophryne acaciae \| \| \| \| \| \| Bothriophryne ceroplastae \| \| \| \| \| \| Bothriophryne dispar \| \| \| \| \| \| Bothriophryne fuscicornis \| \| \| \| \| \| Bothriophryne pulvinariae \| \| \| \| \| \| Bothriophryne purpurascens \| \| \| \| \| \| Bothriophryne tenuicornis \| \| \| \| \| \| Bothriophryne velata \| \| \| \| |
|               | Bothriophryne acaciae |
|               | |
|               | Bothriophryne ceroplastae |
|               | |
|               | Bothriophryne dispar |
|               | |
|               | Bothriophryne fuscicornis |
|               | |
|               | Bothriophryne pulvinariae |
|               | |
|               | Bothriophryne purpurascens |
|               | |
|               | Bothriophryne tenuicornis |
|               | |
|               | Bothriophryne velata |
|               | |